# 皮耶迪穆莱拉
皮耶迪穆莱拉（義大利語：Piedimulera），是意大利韦尔巴诺-库西亚-奥索拉省的一个市镇。总面积7平方公里，人口1613人，人口密度230.4人/平方公里（2009年）。ISTAT代码为103053。